# GNU Libtool
GNU Libtool es una herramienta de programación GNU proveniente del sistema de construcción para GNU usada para crear bibliotecas de software portables.
En el pasado, si un paquete en código fuente quería utilizar la potencia de las librerías compartidas, (ficheros .so, shared objects en UNIX), era necesario escribir software específico de soporte para cada plataforma en la que el paquete se podía ejecutar. Era también necesario designar una interfaz de configuración de forma que el instalador del paquete pudiera seleccionar que clase de bibliotecas eran construidas.
GNU Libtool simplifica el trabajo de los desarrolladores mediante el encapsulado de las dependencias específicas de la plataforma, y la interfaz del usuario en un único script. GNU Libtool está diseñado de forma que la funcionalidad completa de cada plataforma está disponible a través de una interfaz genérica, pero las "feas" implantaciones locales son ocultadas de la vista del programador.
La interfaz de GNU Libtool apunta a ser consistente. No se espera que los usuarios de GNU Libtool lean la documentación de bajo nivel para poder construir librerías compartidas. Solo deberán ejecutar el script configure del paquete (o el equivalente), y Libtool se hará cargo de los detalles.
Libtool se utiliza típicamente con Autoconf y Automake, otras dos herramientas del Sistema de construcción para GNU.